# Synode de Chanforan

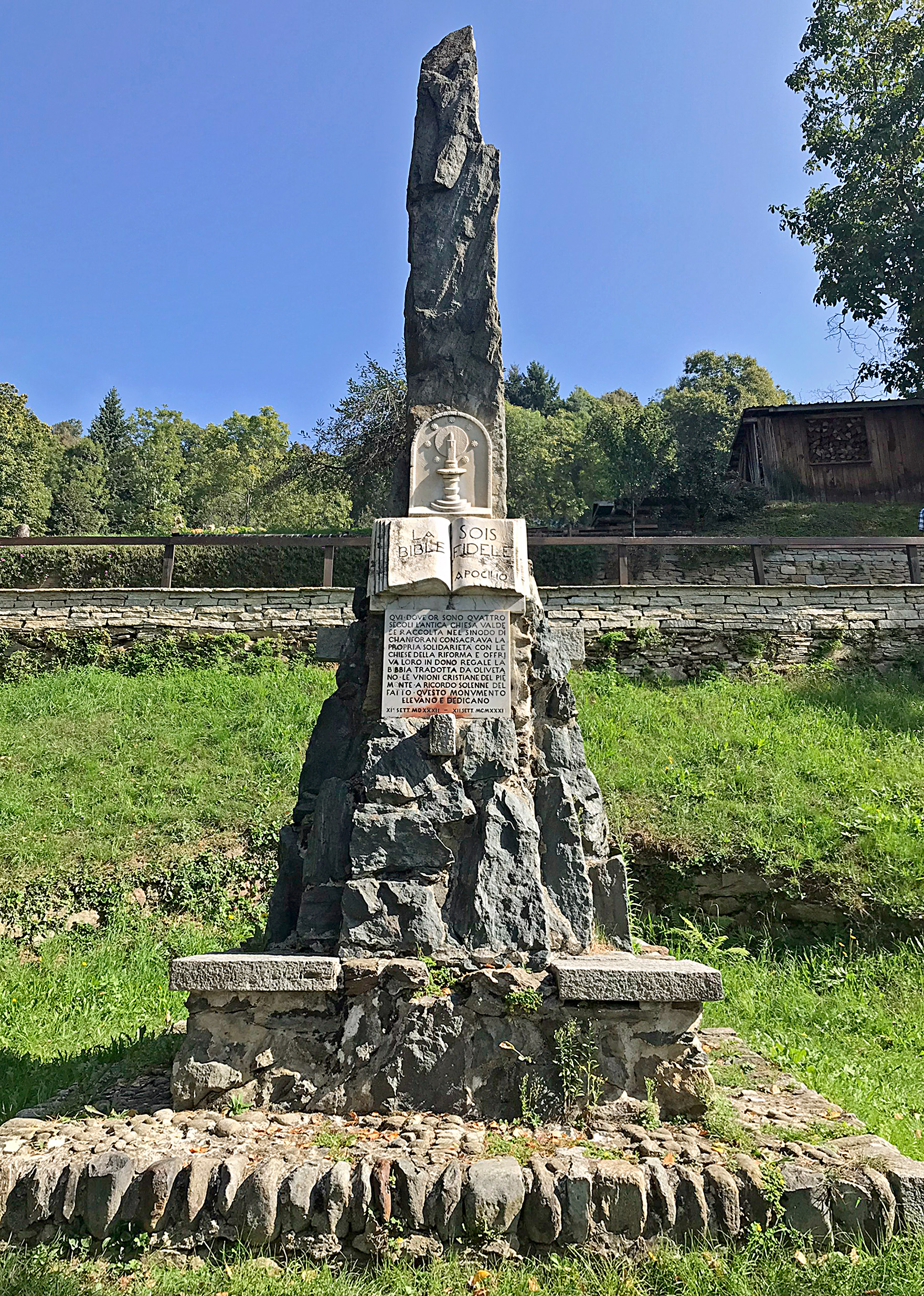
Monument en mémoire du synode vaudois de Chanforan (totale)

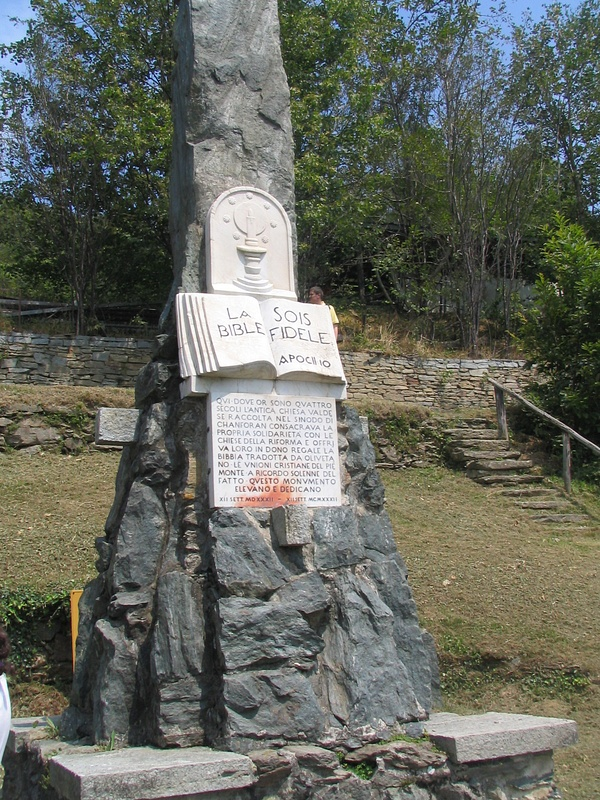
Detail du Monument

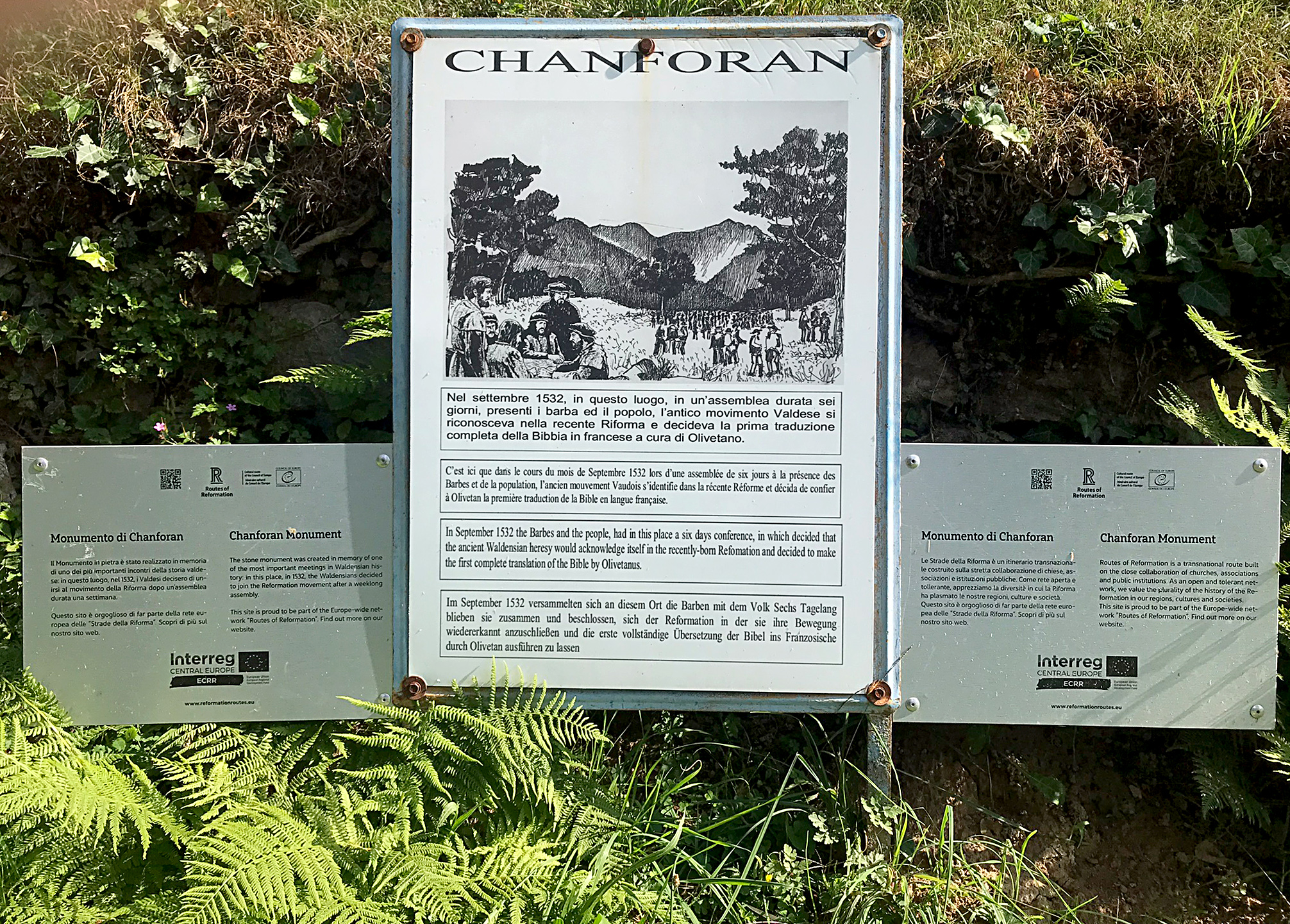
Panneau indicateur du Monument

Le synode vaudois de Chanforan a eu lien en 1532, dans le Val d’Angrogne, au Piémont italien.

## Histoire
Au cours du synode de Chanforan, les Vaudois ont décidé de faire imprimer une version de la Bible en français et de rejoindre le mouvement de la Réforme. L'imprimerie n'en était qu'à ses débuts ; la plupart des imprimeurs étaient protestants.
Cette assemblée réunissait des «barbes», qui gagnaient leur vie comme barbiers en étant prédicateurs itinérants vaudois, de plusieurs régions comme les Pouilles, la Provence, le Piémont, les Allemagnes et les communautés dispersées en Europe

### Nouvelle traduction et impression d'une Bible
Des versions manuscrites en occitan de la bible circulaient sous le manteau, colportées par des pasteurs vaudois.
Après plusieurs jours de débats intense, la décision fut prise d'imprimer une bible vaudoise. 
Jusque-là, l'Ancien Testament n'était diffusé que dans la version latine établie par saint Jérôme, appelée la Vulgate, à partir de laquelle Érasme, Lefèvre d'Etaples, Briçonnet et le cénacle de Meaux faisaient leurs traductions en français.
Les vaudois et les premières républiques protestantes, installées en Suisse à Bâle et en Alsace à Strasbourg, consacrèrent 500 écus d'or (un écu représente pour ces paysans une année de travail) pour que Pierre Robert Olivetan, cousin de Jean Calvin, puisse travailler deux années dans « les vallées » pour cette traduction. Des imprimeurs lyonnais se chargent de l'impression d'une grande partie de ces bibles. La diaspora des émigrés protestants, appelés aussi huguenots va cependant diffuser cette bible dans le monde entier.
Ils prirent aussi l'initiative, comme Martin Luther, de demander une traduction à partir des textes originaux en hébreu pour l'Ancien testament et en grec pour le Nouveau testament, ce qui représentait un coût très important.
Une bible vaudoise manuscrite de 1450 environ est conservée dans la bibliothèque Inguimbertine de Carpentras (ancienne capitale du Comtat venaissin). Le texte est complété par des prologues, gloses et indications en provençal. Cette Bible est une sélection de livres : des deutérocanoniques sont en bonne place, mais il manque les livres pouvant induire à des spéculations doctrinales (Genèse... etc.). 
Article principal : Bible d'Olivétan. 

### Ralliement aux églises réformées
Le réformateur Guillaume Farel, venu de Gap, a eu au cours de ce synode une influence décisive: il emporte l'adhésion des assistants aux idées réformées, tout juste naissantes.
Le synode de Chanforan décide donc que le ministère itinérant des barbes est aboli. La plupart des barbes deviennent pasteurs. Les localités visitées deviennent des sièges d'Églises réformées.

## En savoir plus